# Hypothesis
Hyphotesis es el nombre del séptimo álbum de Vangelis, para algunos es la joya más buscada por los coleccionistas de la música de Vangelis, es toda una combinación de jazz y música electrónica. Este Jazz Eléctrico tiene incluida una banda especial para componer la tonada. Michael Ripoche, Tony Oxley y Brian Ogder ayudan a Vangelis con la composición de la combinación de 4 instrumentos fundamentales en las 2 canciones de Hypothesis compuestas por movimientos: la batería, el violín, el bajo y el teclado. Este disco de Vangelis se fundamenta en una de las respuestas teóricas de como será el futuro, fue diseñado en París. Vangelis permaneció poco tiempo más en París para grabar este álbum de un jazz más sintético.

## Lista de canciones
Las dos canciones están compuestas por entradas con sintetizador. Son una música futurista, que requiere de mucho uso de sintetizador.
1. Hyphothesis, Pt.1 15:22
2. Hyphothesis, Pt.2 16:17

Duración Total: 31:40
- Datos: Q1136221